# Art Awia
Art Awia sp. z o.o., (ros. Общество с ограниченной ответственностью "Арт Авиа") – rosyjskie linie lotnicze z siedzibą w Krasnojarsku i bazami Czeremszanka, Wnukowo i Soczi, realizujące lokalne połączenia lotnicze. 
W marcu 2021 linie dysponowały: AW109SP (4), AW139 (7), AW189 (3), DHC-6 Series 400 (5), Mi-8АМТ (2), Mi-8МТВ (1), Mi-8МТВ-1 (3).